# Silvin Eiletz
‎Silvin Eiletz, slovenski slavist, zgodovinar, filozof in psihoanalitik, * 1928, Slovenj Gradec.

## Življenjepis
Leta 1955 je zaključil študij ruščine in ruske zgodovine na L'Institut des études russes (Meudon, Pariz), leta 1969 opravil doktorat iz sovjetske filozofije na Freie Universität Berlin, doktorat iz ruske filozofije na Univerzi na Dunaju in leta 1976 opravil študij psihoanalize na Dunaju.
Predaval je na več univerzah: Jezuitska univerza v Buenos Airesu (1970-1973; marksistična filozofija), Univerza na Dunaju (1974-1976; sovjetska filozofija in psihoanaliza), Univerza v Mariboru (2002; zgodovina).

## Dela
- Titova skrivnostna leta v Moskvi : 1935-1940. Celovec: Mohorjeva založba. 2008. COBISS 239127296.
- Pred sodbo zgodovine : Stalin, Tito in jugoslovanski komunisti v Moskvi. Celovec: Mohorjeva založba. 2010. COBISS 254013440.
- Skrivnost kominterne. Celovec: Mohorjeva založba. 2006. COBISS 229075200.
- Eiletz, Maidi; Eiletz, Silvin (2001). Zgodovina neke kolaboracije : boljševiki in Nemci 1914-1918. Celovec: Mohorjeva založba. COBISS 112792320.